# Мосты (Днепропетровская область)
Мосты (укр. Мости) — село, Анновский сельский совет,
Верхнеднепровский район, Днепропетровская область, Украина.
Код КОАТУУ — 1221081005. Население по переписи 2001 года составляло 190 человек.

## Географическое положение
Село Мосты находится на правом берегу реки Омельник, выше по течению примыкает село Анновка, ниже по течению на расстоянии в 2 км расположено село Калужино.
Через село проходит автомобильная дорога Н-08.

## Люди, связанные с селом
В селе в 1943 году были похоронены Герои Советского Союза Гусев, Василий Сергеевич, Янцев, Пётр Илларионович, Чхаидзе, Владимир Михайлович.